# フランク・ミュラー (天文学者)
フランク・ミュラー(Frank Muller、1862年9月10日-1917年4月19日)は、アメリカ合衆国の天文学者である。
1885年以降、マコーミック天文台において、オーモンド・ストーンととフランシス・レブンワースの助手として働き始めた。
1886年に発見したNGC 17等、ニュージェネラルカタログやインデックスカタログに掲載される100個程度の天体を発見した。